# Mellerståstjärnen
Mellerståstjärnen är en sjö i Mora kommun i Dalarna och ingår i Ljusnans huvudavrinningsområde.